# Матеєшть (Вилча)
Матеєшть, Матеєшті (рум. Mateești) — село у повіті Вилча в Румунії. Входить до складу комуни Матеєшть.
Село розташоване на відстані 190 км на захід від Бухареста, 41 км на захід від Римніку-Вилчі, 82 км на північ від Крайови.

## Населення
За даними перепису населення 2002 року у селі проживали 1338 осіб, усі — румуни. Усі жителі села рідною мовою назвали румунську.